# Petroica dannefaerdi
Petroica dannefaerdi, "snaresydhake", är en fågelart i familjen sydhakar inom ordningen tättingar. Den betraktas oftast som underart till messydhake (P. macrocephala) men urskiljs sedan 2016 som egen art av Birdlife International och IUCN.
Fågeln förekommer enbart i Snareöarna utanför Sydön i Nya Zeeland. Den kategoriseras av IUCN som sårbar.